# Telespiza
Telespiza Wilson, 1890 è un genere di uccelli passeriformi della famiglia Fringillidae. Tutte le specie ascritte al genere sono o erano endemiche delle isole Hawaii.

## Etimologia
Il nome scientifico del genere, Telespiza, deriva dall'unione delle parole greche τηλε (tēle, "lontano") e σπιζα (spiza, "fringuello"), col significato di "fringuello lontano" in riferimento all'areale remoto occupato dalle due specie.

## Descrizione
Al genere vengono ascritti uccelletti di piccole dimensioni (17–20 cm), dall'aspetto vagamente simile a quello di un ciuffolotto delle pinete: robusto, paffuto, con becco tozzo e forte, con un principio di incrocio della mandibola.

Il piumaggio in ambedue le specie è dominato dai toni del giallo-verdastro su testa e petto, con dorso, ali e coda verde oliva e basso ventre biancastro: nelle femmine, l'estensione del giallo è minima e la livrea è più sobria.

## Distribuzione e habitat
Le due specie viventi ascritte al genere sono endemiche delle Hawaii, dove una (il fringuello di Nihoa) è diffusa sull'isola di Nihoa e l'altra (il fringuello di Laysan) è originaria dell'isola di Laysan, oltre ad essere stata introdotta con successo sull'atollo di Pearl e Hermes: ambedue sono abitatrici delle aree cespugliose.

## Biologia

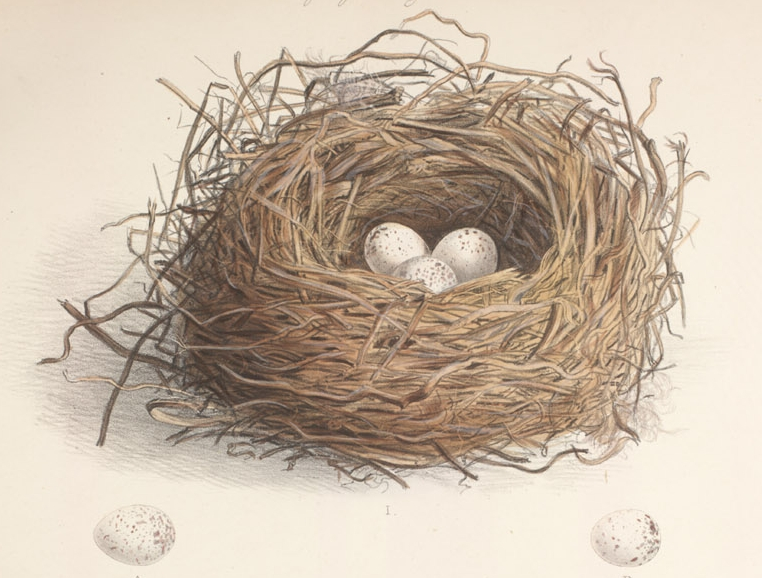
Illustrazione di nido.

Si tratta di uccelli che vivono in coppie o piccoli gruppi e passano la maggior parte del tempo svolazzando fra la vegetazione alla ricerca di cibo, costituito perlopiù da semi ed insetti. Essi hanno abitudini monogame e tendono a deporre due uova per covata.

## Tassonomia
Il genere comprende due specie viventi:
- Telespiza cantans Wilson, 1890 - fringuello di Laysan
- Telespiza ultima Bryan, 1917 - fringuello di Nihoa

Altre due specie si sono estinte nel tardo Quaternario e sono note in base a resti subfossili:
- Telespiza persecutrix James & Olson, 1991 - fringuello di Kauai  †
- Telespiza ypsilon James & Olson, 1991 - fringuello di Maui Nui †

Nell'ambito della tribù dei Drepanidini, il genere Telespiza, pur dimostrandosi vicino al clade Loxioides-Chloridops-Rhodacanthis, rimane piuttosto basale rispetto ad essi.